# Kickxia elatine subsp. crinita
Kickxia elatine subsp. crinita é uma subespécie de planta com flor pertencente à família Scrophulariaceae. 
A autoridade científica da subespécie é (Mabille) Greuter, tendo sido publicada em Boissiera 13: 108 (1967).

## Portugal
Trata-se de uma subespécie presente no território português, nomeadamente em Portugal Continental e no Arquipélago dos Açores.
Em termos de naturalidade é nativa de Portugal Continental e introduzida no Arquipélago dos Açores.

## Protecção
Não se encontra protegida por legislação portuguesa ou da Comunidade Europeia.